# كريستيان باز
كريستيان باز (بالإسبانية: Cristian Paz)‏ (24 أبريل 1995 في الأرجنتين - ) هو لاعب كرة قدم أرجنتيني في مركز الدفاع. لعب مع Club Atlético San Miguel ‏.

## وصلات خارجية
- كريستيان باز على موقع قاعدة بيانات كرة القدم.إي يو (الإنجليزية)
- كريستيان باز على موقع Soccerway.com (الإنجليزية)
- كريستيان باز على موقع عالم كرة القدم.نت (الإنجليزية)